# 安德烈·艾諾爾
安德烈·艾諾爾（英語：André Hainault；1986年6月17日—）是加拿大的一位職業足球運動員。他現在效力於德國足球丙級聯賽球隊馬德堡足球俱樂部，也代表加拿大國家足球隊參加賽事。

## 球員生涯
艾諾爾職業生涯足跡踏遍北美及歐洲如捷克、蘇格蘭、德意志等地。

## 外部連結
- 官方网站
- VfR Aalen profile （页面存档备份，存于）